# 豊田市駅
豊田市駅（とよたしえき）は、愛知県豊田市若宮町にある名古屋鉄道（名鉄）の駅である。所属路線は三河線だが、案内上は豊田線にも含まれている。駅番号はMY07。豊田市の中心駅で、愛知環状鉄道・愛知環状鉄道線の新豊田駅とはペデストリアンデッキで連絡している。
駅集中管理システムにより、三河線（山線 - 知立駅以北）と豊田線のほぼ全駅を集中管理する、運行上も重要な拠点駅である。

## 歴史
- 1920年（大正9年）
  - 10月31日 - 挙母駅開通式・祝賀会開催[3]。
  - 11月1日 - 三河鉄道の挙母駅として開業[4]。
- 1941年（昭和16年）6月1日 - 三河鉄道が名古屋鉄道に合併。同社三河線の駅となる。
- 1959年（昭和34年）10月1日 - 豊田市駅と改称[4]。
- 1960年（昭和35年）12月1日 - 貨物営業廃止[5]。
- 1961年（昭和36年）
  - 6月21日 - 新駅舎仮営業開始[6]。
  - 7月24日 - 駅ビル「トヨビル」竣工[7]。駅機能を地下化し構内踏切廃止[5]。
- 1985年（昭和60年）
  - 11月1日 - 高架化事業に伴って駅舎を改築。現行の高架駅になる[8]。
  - 12月1日 - 上挙母・梅坪間を単線高架化[8]。
- 1986年（昭和61年）10月1日 - 豊田市・梅坪間複線化[8]。
- 1987年（昭和62年）3月21日 - 高架下商店街「トヨタプラザ」開業[8]。
- 1998年（平成10年）6月24日 - 駅リニューアル。自動改札機・自動券売機を増設[9]。
- 2003年（平成15年）10月1日 - トランパス・駅集中管理システム稼働開始。猿投駅、土橋駅、日進駅を除く三河線全駅・豊田線全駅の管理駅となる[9]。
- 2011年（平成23年）2月11日 - ICカード乗車券「manaca」供用開始。
- 2012年（平成24年）2月29日 - トランパス供用終了。

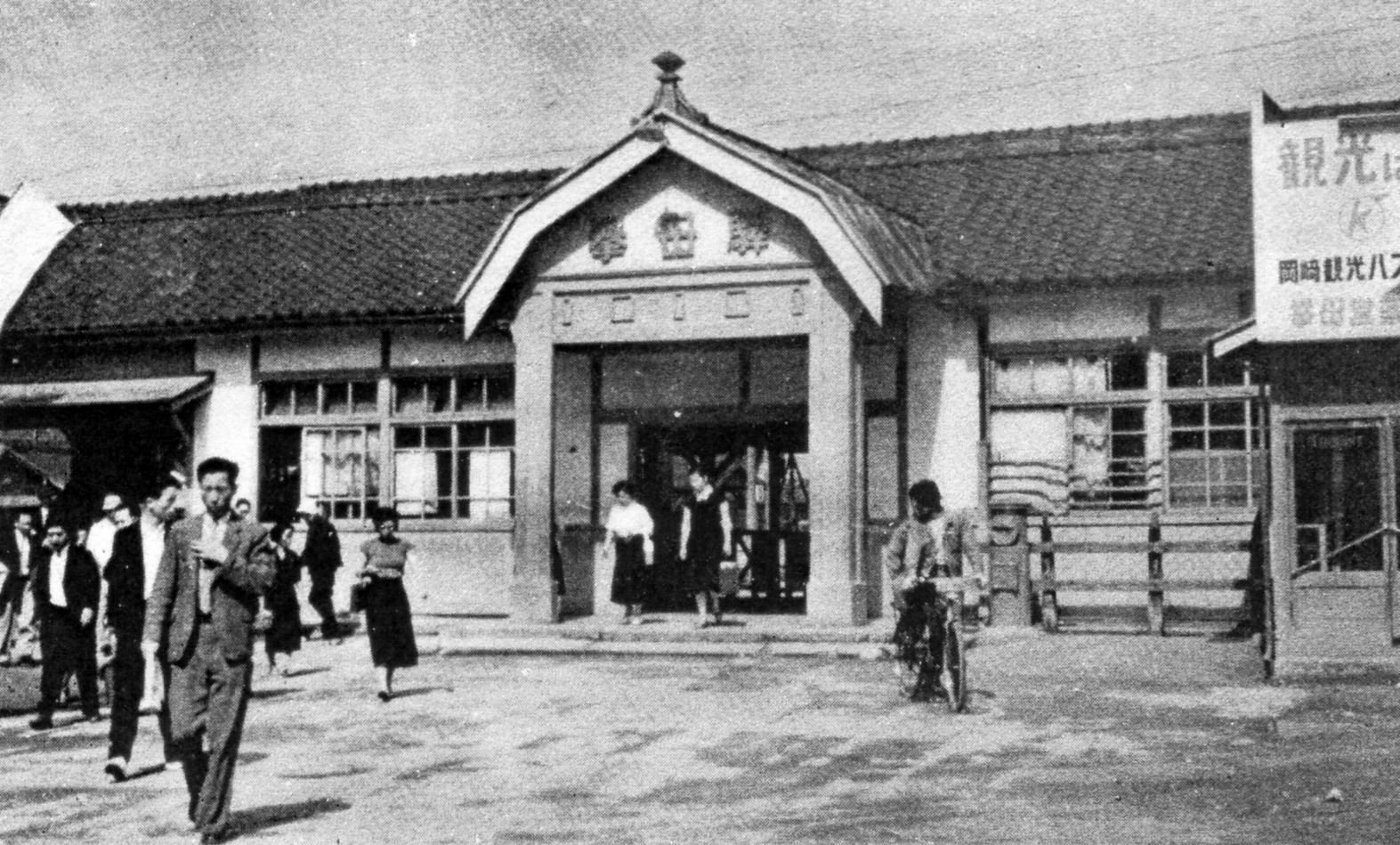
初代駅舎
2代目駅舎と「トヨビル」

## 駅構造
単式・島式ホーム複合型2面3線を有する高架駅で、2・3番線が島式ホームである。三河線知立 - 猿投間にある途中駅で唯一、ホームセンサーが設置されていない。ホーム有効長は地下鉄直通車両が停車可能なように、すべて20m級4扉車6両編成に対応している。
1・3番線は主に三河線の列車が使用する。2番線は知立方面に線路がつながっていない折り返し線で、原則として豊田線の列車がこのホームを使用する。但し、留置線のある土橋駅から出庫する早朝の豊田線の列車は1番線から発車する。同様に折り返さずに土橋駅まで回送される列車も3番線に到着する（稀に運転される名古屋市交通局の試運転列車も同様）。また、折り返して猿投検車区へ入庫する豊田線の列車が1番線に到着することがある（2番線に発車列車が停車している場合）。当駅を境に猿投側が複線、知立側が単線であるのと、豊田線からの終点となる列車との接続も行うことから日中の知立方面行きの列車は5分ほど停車する。
自動券売機（継続manaca定期乗車券の購入も可能）自動精算機（ICカードの積み増し等も可能）、自動改札機、バリアフリー対応トイレを備えている。
| 番線 | 路線              | 方向 | 行先                     | 備考         |
| ---- | ----------------- | ---- | ------------------------ | ------------ |
| 1    | MY 三河線（山線） | 下り | 猿投ゆき                 |              |
| 1    | TT 豊田線         | -    | 赤池・伏見・上小田井方面 | 一部列車のみ |
| 2    | TT 豊田線         | -    | 赤池・伏見・上小田井方面 |              |
| 3    | MY 三河線（山線） | 上り | 知立ゆき                 |              |

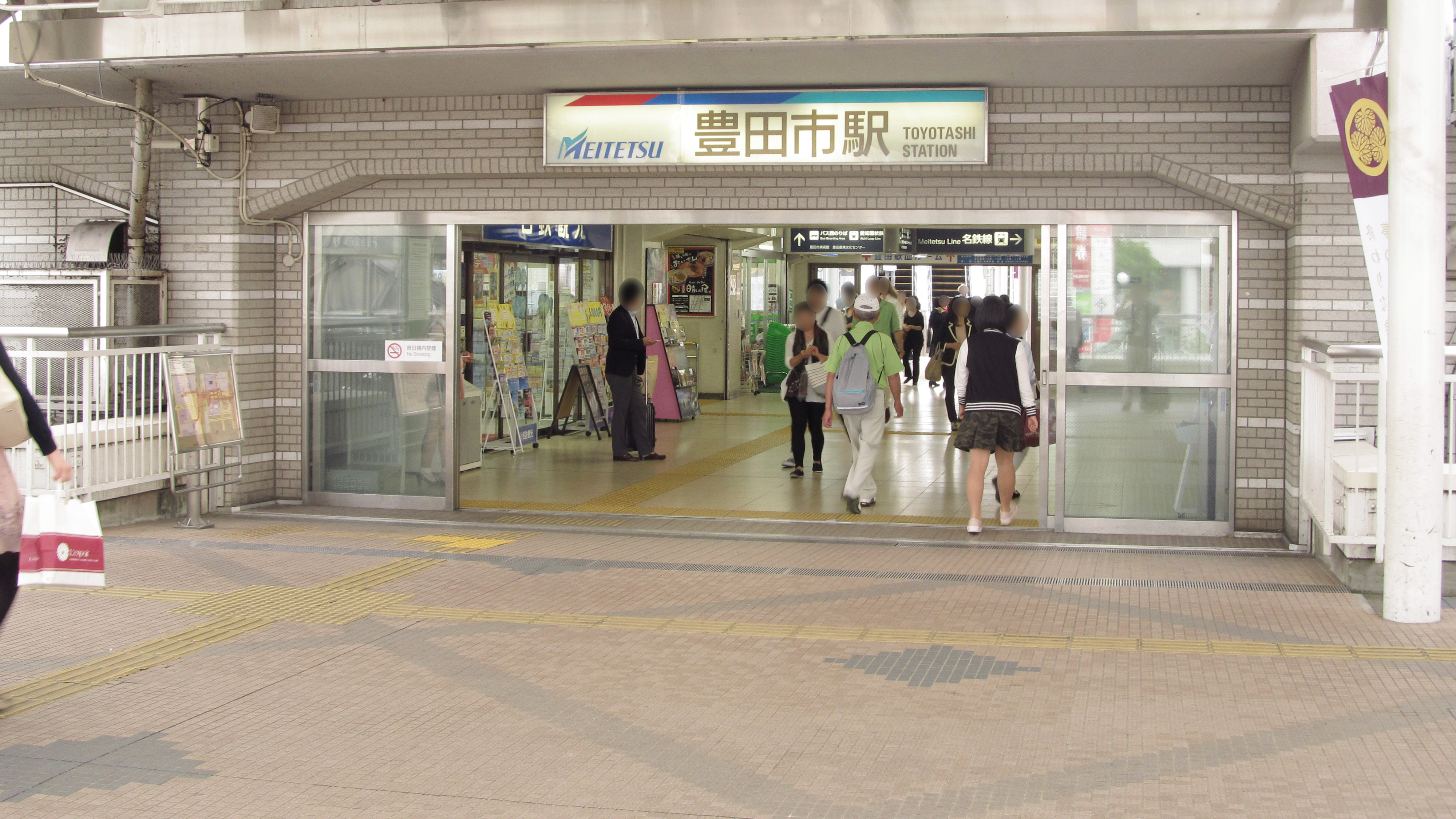
東口
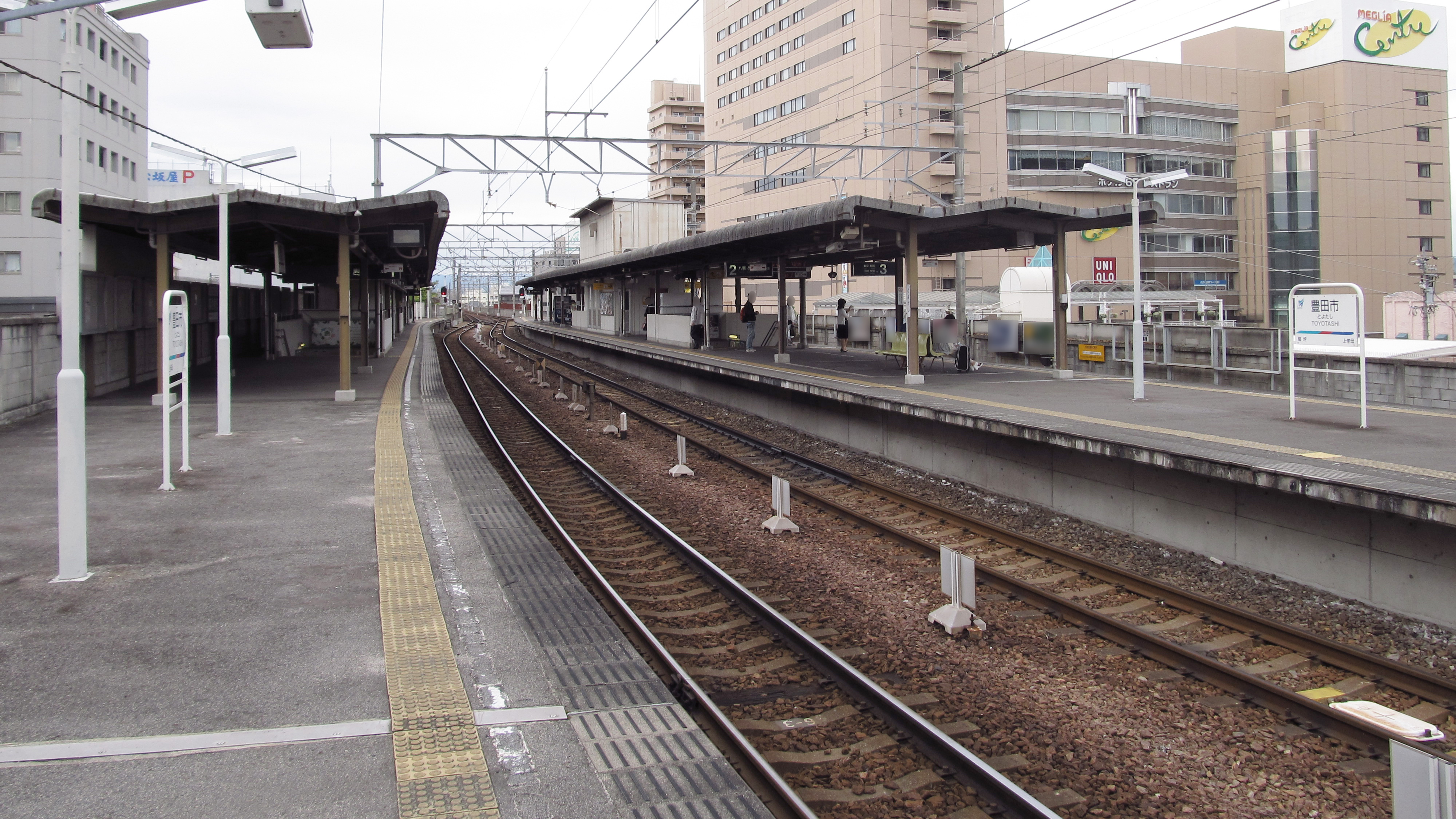
ホーム
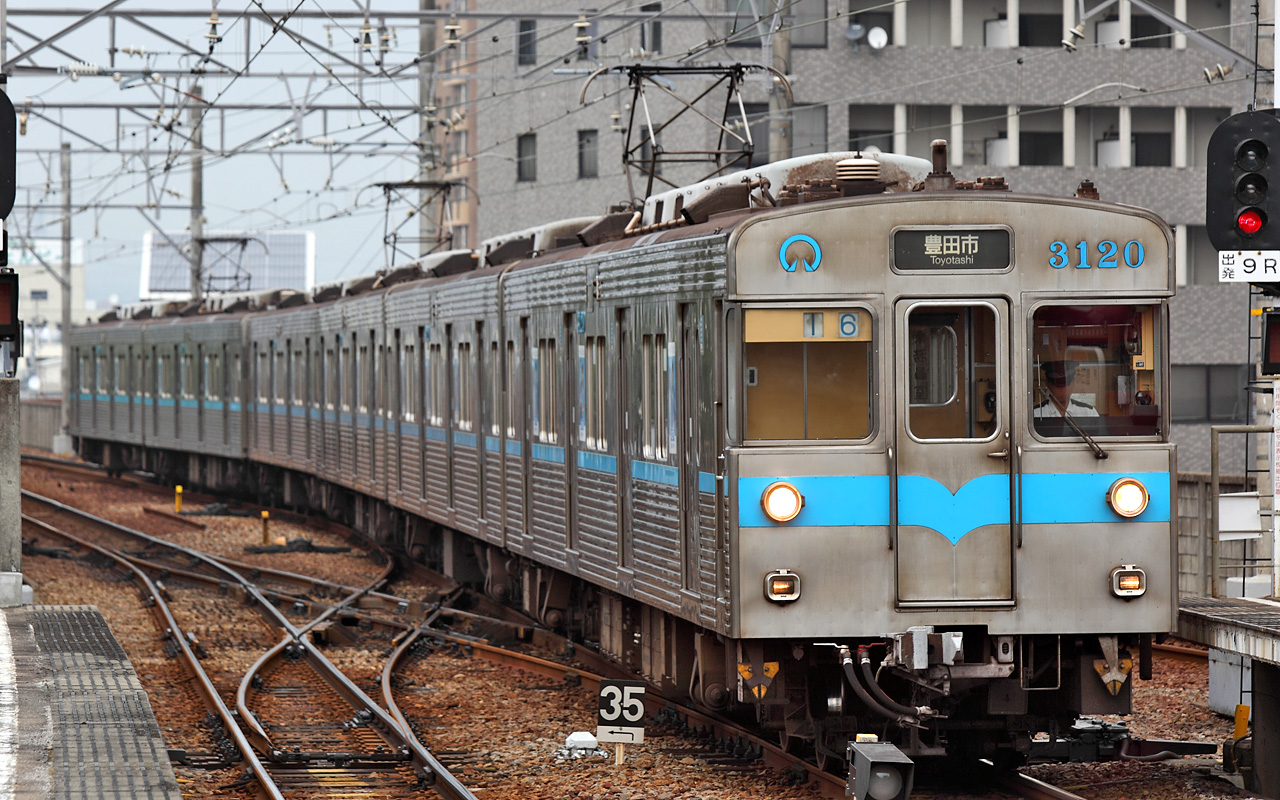
豊田市駅へ乗り入れる名古屋市営地下鉄鶴舞線の列車（3000形）
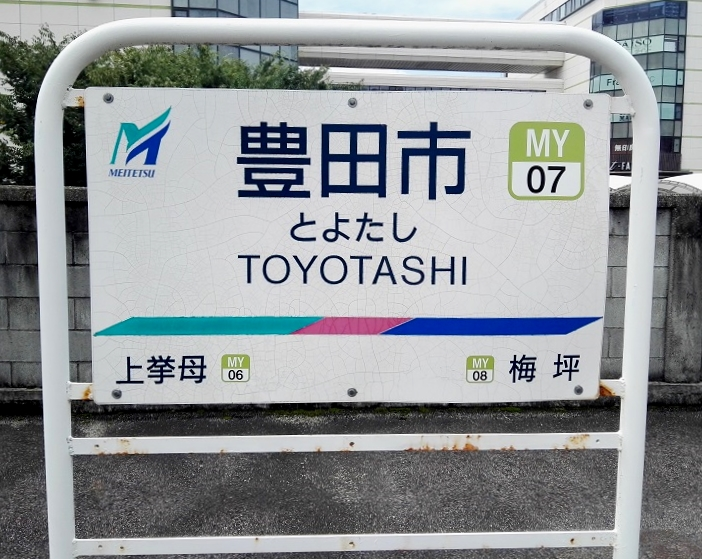
駅名標

### 配線図
| ← 猿投・ 赤池方面 | 豊田市駅 構内配線略図 | → 知立方面 |
| 凡例 出典:        |                       |            |

## 利用状況
- 『移動等円滑化取組報告書』によると、2021年度の1日平均乗降人員は24,088人である[1]。
- 『名鉄120年：近20年のあゆみ』によると、2013年度当時の一日平均乗降人員は30,660人であり、この値は名鉄全駅（275駅）中11位、 三河線（23駅）中2位であった[15]。
- 『名古屋鉄道百年史』によると、1992年度当時の一日平均乗降人員は25,320人であり、この値は岐阜市内線均一運賃区間内各駅（岐阜市内線・田神線・美濃町線徹明町駅 - 琴塚駅間）を除く名鉄全駅（342駅）中14位、 三河線（38駅）中2位であった[16]。
- 『名鉄 1983』によると、1981年度当時の一日平均乗降人員は15,486人であり、この値は名鉄全駅中21位であった[17]。

『愛知県統計書』『愛知県統計年鑑』『豊田市統計書』各号によると、一日平均乗車人員および一日平均乗降人員の推移は以下の通りである。
| 年                 | 乗車人員 | 乗車人員 | 乗降人員 | 乗降人員 | 備考                            |
| 年                 | 総数     | 定期     | 総数     | 定期     | 備考                            |
| ------------------ | -------- | -------- | -------- | -------- | ------------------------------- |
| 1920（大正09）年度 | 30       |          | 43       |          | 11月1日開業                     |
| 1921（大正10）年度 | 177      |          | 394      |          | [ 19 ]                          |
| 1922（大正11）年度 | 205      |          | 390      |          | [ 20 ]                          |
| 1923（大正12）年度 | 211      |          | 419      |          | [ 21 ]                          |
| 1924（大正13）年度 | 219      |          | 441      |          | [ 22 ]                          |
| 1925（大正14）年度 | 229      |          | 447      |          | [ 23 ]                          |
| 1926（大正15）年度 | 302      |          | 618      |          | [ 24 ]                          |
| 1927（昭和02）年度 | 323      |          | 659      |          | [ 25 ]                          |
| 1928（昭和03）年度 | 329      |          | 686      |          | [ 26 ]                          |
| 1929（昭和04）年度 | 338      |          | 729      |          | [ 27 ]                          |
| 1930（昭和05）年度 | 299      |          | 623      |          | [ 28 ]                          |
| 1931（昭和06）年度 | 266      |          | 547      |          | [ 29 ]                          |
| 1932（昭和07）年度 | 284      |          | 562      |          | [ 30 ]                          |
| 1933（昭和08）年度 | 305      |          | 589      |          | [ 31 ]                          |
| 1934（昭和09）年度 | 308      |          | 575      |          | [ 32 ]                          |
| 1935（昭和10）年度 | 317      |          | 584      |          | [ 33 ]                          |
| 1936（昭和11）年度 | 321      |          | 587      |          | [ 34 ]                          |
| 1937（昭和12）年度 | 917      |          | 1815     |          | [ 35 ]                          |
| 1938（昭和13）年度 | 836      |          | 1584     |          | [ 36 ]                          |
| 1939（昭和14）年度 | 1395     |          | 2761     |          | [ 37 ]                          |
| 1940（昭和15）年度 | 1546     |          | 3033     |          | [ 38 ]                          |
| 1941（昭和16）年度 |          |          |          |          |                                 |
| 1942（昭和17）年度 |          |          |          |          |                                 |
| 1943（昭和18）年度 |          |          |          |          |                                 |
| 1944（昭和19）年度 |          |          |          |          |                                 |
| 1945（昭和20）年度 |          |          |          |          |                                 |
| 1946（昭和21）年度 |          |          | *773     |          | [ 39 ]                          |
| 1947（昭和22）年   | *5816    |          | *11649   |          | 期間は1947年1月 - 1947年12月末  |
| 1948（昭和23）年   | *4721    |          | *9393    |          | 期間は1948年1月 - 1948年12月末  |
| 1949（昭和24）年度 | *4959    |          | *9737    |          | 期間は1949年5月 - 1950年4月末   |
| 1950（昭和25）年度 | *4145    |          | *8107    |          | 期間は1949年11月 - 1950年10月末 |
| 1951（昭和26）年度 | *4637    |          | *9181    |          | [ 44 ]                          |
| 1952（昭和27）年度 | 4508     |          | 8943     |          | [ 45 ]                          |
| 1953（昭和28）年度 | 4344     |          | 8711     |          | [ 46 ]                          |
| 1954（昭和29）年度 | 4200     |          | 8395     |          | [ 47 ]                          |
| 1955（昭和30）年度 | 3940     |          | 7934     |          | [ 48 ]                          |
| 1956（昭和31）年度 | 4035     |          | 8048     |          | [ 49 ]                          |
| 1957（昭和32）年度 | 4274     |          | 8553     |          | [ 50 ]                          |
| 1958（昭和33）年度 |          |          |          |          |                                 |
| 1959（昭和34）年度 |          |          |          |          |                                 |
| 1960（昭和35）年度 |          |          |          |          |                                 |
| 1961（昭和36）年度 |          |          |          |          |                                 |
| 1962（昭和37）年度 |          |          |          |          |                                 |
| 1963（昭和38）年度 |          |          |          |          |                                 |
| 1964（昭和39）年度 |          |          |          |          |                                 |
| 1965（昭和40）年度 | 6585     | 4518     | 13207    | 9036     | [ 51 ]                          |
| 1966（昭和41）年度 | 6697     | 4675     | 13432    | 9350     | [ 52 ]                          |
| 1967（昭和42）年度 | 6983     | 4736     | 13996    | 9472     | [ 52 ]                          |
| 1968（昭和43）年度 | 7047     | 4553     | 14093    | 9106     | [ 52 ]                          |
| 1969（昭和44）年度 | 6851     | 4323     | 13688    | 8646     | [ 53 ]                          |
| 1970（昭和45）年度 | 7102     | 4367     | 14172    | 8734     | [ 53 ]                          |
| 1971（昭和46）年度 | 7080     | 4287     | 14059    | 8574     | [ 53 ]                          |
| 1972（昭和47）年度 | 7075     | 4157     | 14034    | 8314     | [ 54 ]                          |
| 1973（昭和48）年度 | 6924     | 4063     | 13742    | 8126     | [ 54 ]                          |
| 1974（昭和49）年度 | 6785     | 4004     | 13467    | 8008     | [ 54 ]                          |
| 1975（昭和50）年度 | 6484     | 3853     | 12878    | 7706     | [ 55 ]                          |
| 1976（昭和51）年度 | 6146     | 3641     | 12231    | 7282     | [ 56 ]                          |
| 1977（昭和52）年度 |          |          | 12136    | 7178     | [ 57 ]                          |
| 1978（昭和53）年度 | 6216     | 3684     | 12071    | 7085     | [ 58 ] [ 57 ]                   |
| 1979（昭和54）年度 | 7239     | 3904     | 14143    | 7519     | 豊田線開業                      |
| 1980（昭和55）年度 | 8117     | 4458     | 15944    | 8638     | [ 61 ] [ 60 ]                   |
| 1981（昭和56）年度 | 8205     | 4619     | 16156    | 8996     | [ 62 ] [ 63 ]                   |
| 1982（昭和57）年度 | 8075     | 4503     | 16524    | 9220     | [ 64 ] [ 63 ]                   |
| 1983（昭和58）年度 | 8283     | 4718     | 16304    | 9198     | [ 65 ] [ 66 ]                   |
| 1984（昭和59）年度 | 8525     | 4992     | 16812    | 9764     | [ 67 ] [ 66 ]                   |
| 1985（昭和60）年度 | 8754     | 5157     | 17994    | 10660    | [ 68 ] [ 66 ]                   |
| 1986（昭和61）年度 | 8987     | 5281     | 18455    | 10970    | [ 69 ] [ 66 ]                   |
| 1987（昭和62）年度 | 9445     | 5627     | 19480    | 11766    | [ 70 ] [ 66 ]                   |
| 1988（昭和63）年度 | 10459    | 6079     | 20859    | 12158    | [ 71 ] [ 72 ]                   |
| 1989（平成元）年度 | 11260    | 6734     | 22506    | 13468    | [ 73 ] [ 72 ]                   |
| 1990（平成02）年度 | 11816    | 7172     | 24018    | 14762    | [ 74 ] [ 72 ]                   |
| 1991（平成03）年度 | 12403    | 7391     | 25142    | 15118    | [ 75 ] [ 72 ]                   |
| 1992（平成04）年度 | 12523    | 7547     | 25320    | 15350    | [ 76 ] [ 72 ]                   |
| 1993（平成05）年度 | 12544    | 7685     | 25351    | 15594    | [ 77 ] [ 78 ]                   |
| 1994（平成06）年度 | 12436    | 7741     | 24925    | 15482    | [ 79 ] [ 78 ]                   |
| 1995（平成07）年度 | 12644    | 7817     | 25322    | 15634    | [ 80 ] [ 78 ]                   |
| 1996（平成08）年度 | 12398    | 7572     | 24820    | 15144    | [ 81 ] [ 78 ]                   |
| 1997（平成09）年度 | 12077    | 7360     | 24165    | 14720    | [ 82 ] [ 78 ]                   |
| 1998（平成10）年度 | 11998    | 7211     | 25206    | 15392    | [ 83 ] [ 84 ]                   |
| 1999（平成11）年度 | 11890    | 7112     | 23777    | 14224    | [ 85 ] [ 84 ]                   |
| 2000（平成12）年度 | 11733    | 6944     | 24574    | 14830    | [ 86 ] [ 84 ]                   |
| 2001（平成13）年度 | 12049    | 7031     | 24222    | 14280    | [ 87 ] [ 84 ]                   |
| 2002（平成14）年度 | 12526    | 7326     | 24908    | 14652    | [ 88 ] [ 84 ]                   |
| 2003（平成15）年度 | 12936    | 7405     | 25757    | 14810    | [ 89 ] [ 90 ]                   |
| 2004（平成16）年度 | 13205    | 7612     | 26266    | 15224    | [ 91 ] [ 92 ]                   |
| 2005（平成17）年度 | 13574    | 7793     | 26825    | 15422    | [ 93 ] [ 92 ]                   |
| 2006（平成18）年度 | 13704    | 7873     | 27075    | 15574    | [ 94 ] [ 92 ]                   |
| 2007（平成19）年度 | 14349    | 8061     | 28398    | 15966    | [ 95 ] [ 92 ]                   |
| 2008（平成20）年度 | 14627    | 8195     | 29157    | 16390    | [ 96 ] [ 92 ]                   |
| 2009（平成21）年度 | 13742    | 7881     | 27465    | 15764    | [ 97 ] [ 98 ]                   |
| 2010（平成22）年度 | 14010    | 7931     | 28005    | 15862    | [ 99 ] [ 98 ]                   |
| 2011（平成23）年度 | 14199    | 8237     | 28583    | 16474    | [ 100 ] [ 98 ]                  |
| 2012（平成24）年度 | 14494    | 8545     | 29183    | 17092    | [ 101 ] [ 98 ]                  |
| 2013（平成25）年度 | 15204    | 9006     | 30660    | 18012    | [ 102 ] [ 98 ]                  |
| 2014（平成26）年度 | 15314    | 9124     | 30860    | 18248    | [ 103 ] [ 104 ]                 |
| 2015（平成27）年度 | 16348    | 9853     | 32946    | 19706    | [ 105 ] [ 104 ]                 |
| 2016（平成28）年度 | 16913    | 10191    | 34055    | 20382    | [ 106 ] [ 104 ]                 |
| 2017（平成29）年度 | 17431    | 10469    | 35081    | 20938    | [ 107 ] [ 104 ]                 |
| 2018（平成30）年度 | 17943    | 10770    | 36114    | 21540    | [ 108 ] [ 104 ]                 |
| 2019（令和元）年度 |          |          | 36470    | 21732    | [ 109 ]                         |
| 2020（令和02）年度 |          |          | 23768    |          | [ 110 ]                         |
| 2021（令和03）年度 |          |          | 24088    |          | [ 1 ]                           |

* 千人単位からの概算値
三河線の駅としては知立駅に次いで利用者が多く（ただし2015〜2019年度は当駅が最も多かった）、名鉄の普通列車のみ停車する駅でも最も利用者が多い。
豊田スタジアムでサッカー日本代表や名古屋グランパスエイトの試合が開催される日は特に混雑する。

## 駅周辺
1961年（昭和36年）にショッピングや飲食のできる機能をもつトヨビルが完成し、豊田市駅は「民衆駅」として注目された。トヨビルはは1970年（昭和45年）には2階建てから4階建てに増築されたが、1985年（昭和60年）の新駅舎の高架化で姿を消した。
豊田市は2016年（平成28年）3月に「都心環境計画」を策定し、その重点整備箇所に豊田市駅東口の駅前広場が含まれた。2019年9月20日、ラグビーワールドカップの開催に合わせて旧銀行跡地に豊田市駅東口まちなか広場（とよしば）がオープンした。豊田市では2023年度からの5年間の中心市街地の活性化の基本計画を作成し、路線バスの発着を西口に集約し、東口まちなか広場の本格整備に着手する。豊田市駅東口まちなか広場（とよしば）の運営・管理事業者との契約は2023年3月末で終了し、同広場は同年10月以降に撤去され広場の再配置が行われる。
整備後の東口まちなか広場の供用開始は2025年を目標にしている。
三河線の高架化事業に伴い、1984年（昭和59年）から1988年（昭和63年）にかけて豊田市が総事業費7億6000万円を投じて市立挙母小学校から豊田市役所までの約1 kmにおよぶ「若宮・西町緑陰歩道」を整備した。この遊歩道は豊田市駅の乗降客が毎日利用しているほか、沿道住民や商店街の関係者が季節ごとに草花のプランターを置いたり、街路樹にクリスマスのイルミネーションを飾り付けたりするなどしており、2002年には国土交通省の「手づくり郷土（ふるさと）賞」（地域整備部門）に選出されている。
- 豊田市役所
- 豊田市駅西口市街地再開発ビル - 徒歩で約3分。
  - T-FACE
  - 豊田献血ルーム（愛知県赤十字血液センター）
- ギャザ（豊田市駅東地区市街地再開発ビル） - 徒歩で約3分。
  - ロピア豊田ギャザ店 - 2024年6月30日まではメグリアセントレが入居していた。
  - 名鉄トヨタホテル
- 参合館（豊田市民センター地区再開発ビル） - 徒歩で約3分。
  - 豊田市中央図書館
  - 豊田市能楽堂
  - 豊田市コンサートホール
- コモ・スクエア（豊田市駅前通り南地区市街地再開発ビル） - 徒歩で約3分。
  - ホテルトヨタキャッスル
  - アイレクススポーツクラブPREMIA
- KiTARA
- 豊田産業文化センター
- 挙母城（七州城） - 徒歩約15分
  - 豊田市美術館
  - 豊田市博物館
- 豊田スタジアム - 徒歩約15分
- VITS豊田タウン
- 新豊田駅 - 愛知環状鉄道
- 豊田郵便局
- 東横INN豊田市駅前
- 高等学校
  - 愛知県立豊田東高等学校
  - 愛知県立豊田西高等学校
  - 愛知県立豊田北高等学校
- 道路
  - 国道153号（豊田東西線、豊田南北線）
  - 国道155号（けやき通り）
  - 国道248号（豊田南北線、けやき通り）
  - 国道419号（豊田南北線）
  - 愛知県道342号豊田市停車場線（豊田市駅前通り）
  - けやき通り
  - いちょう通り

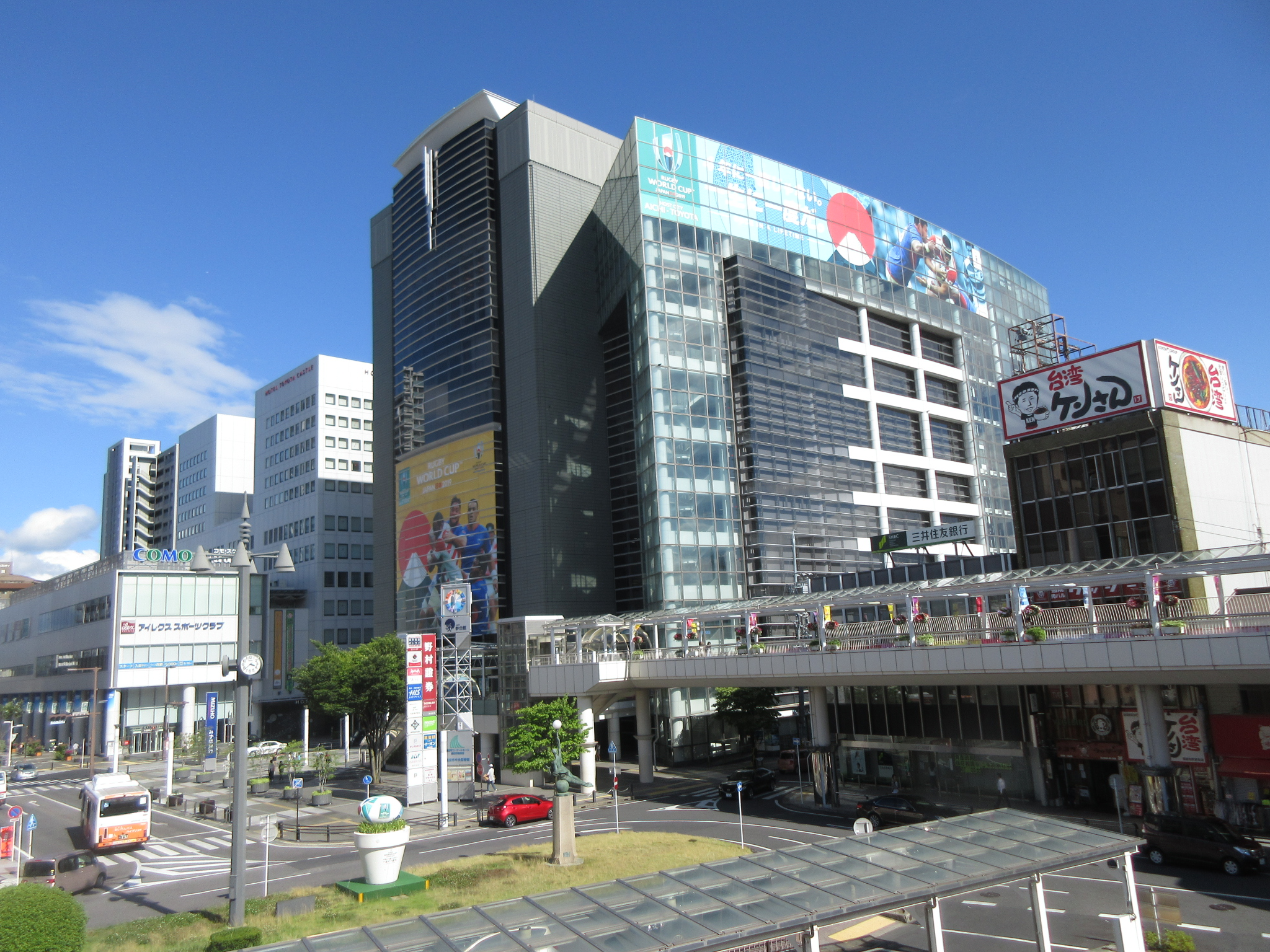
豊田市駅東口と参合館
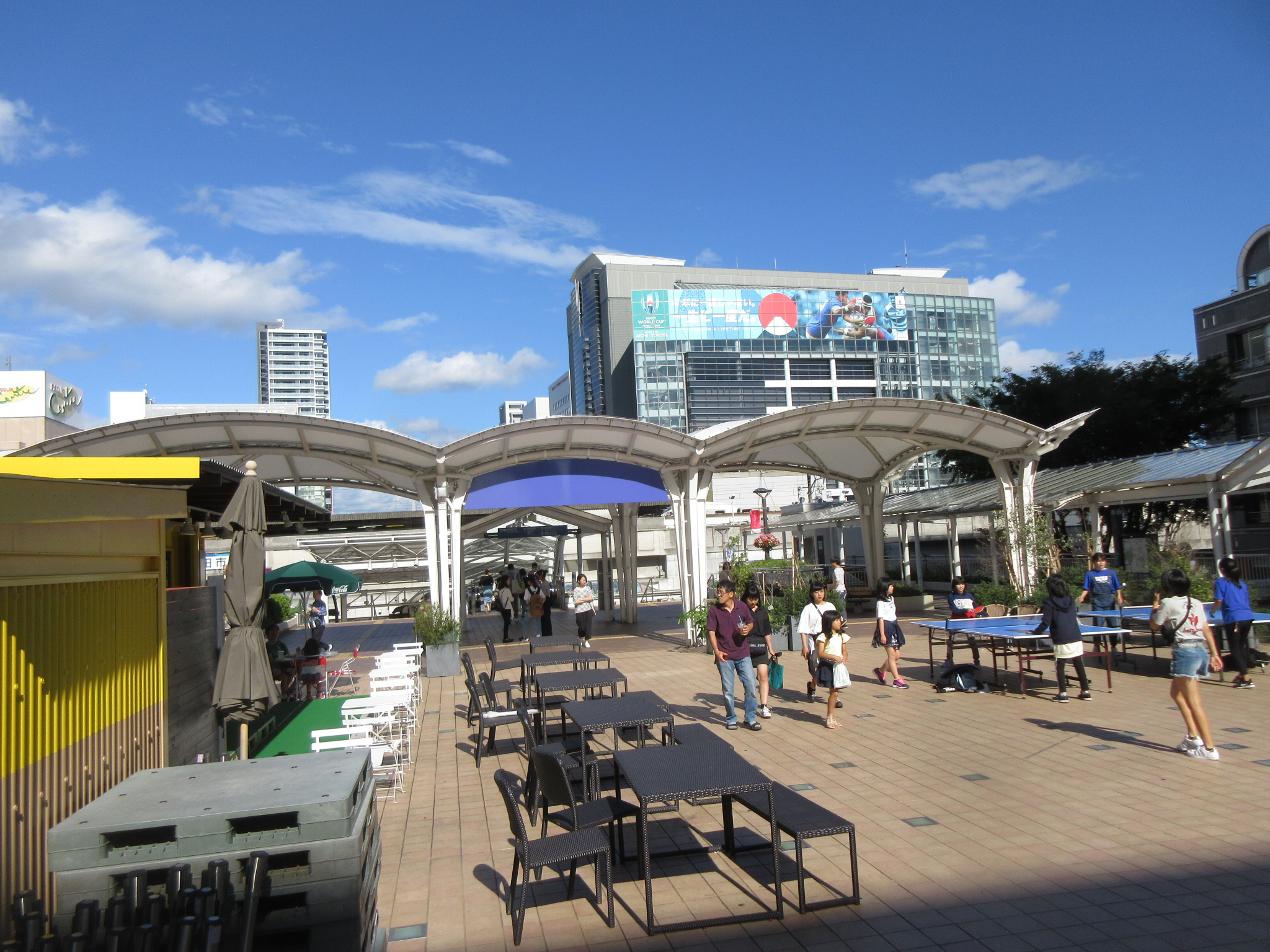
西口のペデストリアンデッキ
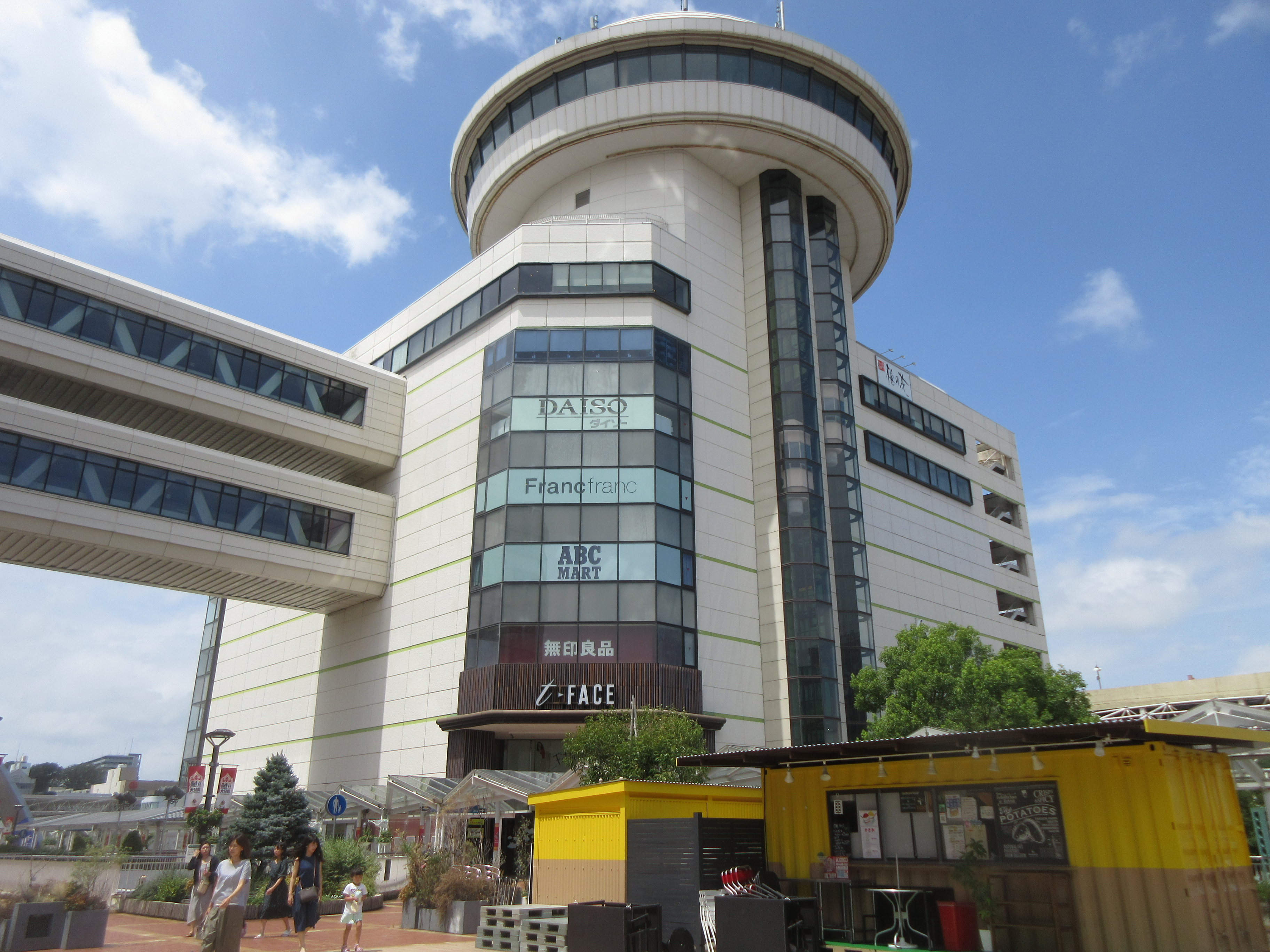
T-FACE B館

## バス路線
市内各地への名鉄バス・とよたおいでんバスが発着するターミナルとなっている。乗り場は駅を挟み東西2ヶ所に分かれている。バス停名称は「豊田市」であるが、5番のりばの中心市街地玄関口バスのみ案内表示が「豊田市駅西口」となっている。
なお、ドリームなごや号やロイヤルエクスプレスといった高速バスは新豊田駅のバス停に停車する。西口発着の一般路線バスもペデストリアンデッキの改修工事に伴い、2024年4月より新豊田駅側へ暫定的な移転が行われている。
| のりば | 路線名                          | 主な行先 |
| ------ | ------------------------------- | --- |
| 1      | （25）豊田・渋谷線              | 豊田市・豊田スタジアム東・東山町五丁目・東山住宅・市木小学校前 |
| 1      | 矢並線                          | 【60】豊田市 - 東豊田 - 高橋町 - 香良須口 - 鞍ヶ池公園前 - 鞍ヶ池東 【61】豊田市 - 東豊田 - 高橋町 - 香良須口 - 鞍ヶ池公園前 - 鞍ヶ池東 - 矢並区民会館前 - 則定 - 香嵐渓 - 足助   |
| 1      | （5）旭・豊田線                 | 豊田市 - 豊田スタジアム東 - 平井町 - 勘八 - 広瀬 - 上川口 - 笹戸 - 小渡 |
| 1      | （2）小原・豊田線               | 豊田市 - 東豊田 - 梅坪駅 - 四郷 - 緑化センター - 西中山 - 飯野 - 加茂丘高校前 - 小原大草 - 上仁木                                                                                 |
| 1      | （2）藤岡・豊田線（西中山経由） | 豊田市 - 東豊田 - 梅坪駅 - 四郷 - 緑化センター - 西中山 - 飯野 - 加茂丘高校前 - 藤岡中学校前                                                                                      |
| 1      | （7）稲武・足助線（快速いなぶ） | 豊田市 - どんぐりの湯前 |
| 2      | 豊田東市内線                    | 【64】豊田市 - 野見小学校前 - 神池台 - 宝来町 - 古瀬間町 【65】豊田市 - 豊田スタジアム - 野見小学校前 - 神池台 - 宝来町 - 古瀬間町 - 古瀬間墓園                                   |
| 2      | （10）下山・豊田線              | 豊田市 - 野見小学校前 - 神池町 - 泉町 - 松平橋 - 新双竜橋北 - 松平郷 - 下山支所 - 大沼 豊田市 - 野見小学校前 - 神池町 - 泉町 - 松平橋 - 新双竜橋北 - 九久平 - 松平支所前 - 中垣内 |
| 2      | （26）土橋・豊田東環状線        | 豊田市 - 豊田スタジアム東 - 神池台 - 泉町 - 五ヶ丘循環 - トヨタ記念病院 - トヨタ会館 - 三河豊田駅前 - 土橋駅                                                                      |
| 7      | 豊田・中部国際空港線            | 【NGO(空港行き)】【TY(豊田市行き)】豊田市 - 中部国際空港 |

| のりば | 路線名                        | 主な行先 |
| ------ | ----------------------------- | --- |
| 3      | 星ヶ丘・豊田線（新屋経由）    | 【50】豊田市 - 新屋 - イオン三好店アイモール前 - 三好 【51】豊田市 - 新屋 - イオン三好店アイモール前 - 三好 - 和合 - 和合西口 - 赤池駅 |
| 3      | 星ヶ丘・豊田線（衣ヶ原経由）  | 【53】豊田市 - 衣ヶ原 - 三好 - 和合 - 和合西口 - 赤池駅 【54】豊田市 - 衣ヶ原 - 三好                                                   |
| 3      | 豊田西市内線                  | 【55】豊田市 - 衣ヶ原 - トヨタ元町工場前 - 東名豊田 - 聖心寮前                                                                         |
| 4      | 豊田市内線                    | 【68】豊田市 - 三河豊田駅前 - トヨタ本社前 - 前山小学校前 【69】豊田市 - 三河豊田駅前 - トヨタ本社前 - 前山小学校前 - トヨタ記念病院   |
| 5      | （22）中心市街地玄関口バス    | 豊田市 - 市役所 - 豊田市福祉センター                                                                                                   |
| 5      | （2）藤岡・豊田線（加納経由） | 豊田市 - 医療センター - 上豊田駅南 - 豊田高校南 - 加納 - 猿投神社前 - 飯野 - 藤岡支所                                                  |
| 5      | （21）保見・豊田線            | 豊田市 - 新豊田駅西 - 伊保原団地 - 豊田厚生病院 - 浄水駅 - 保見駅前 - 保見団地循環                                                     |

## 隣の駅
名古屋鉄道
MY 三河線（山線）
梅坪駅（MY08） - 豊田市駅（MY07） - 上挙母駅（MY06）